# Trans (Mayenne)
Pour les articles homonymes, voir Trans.
Trans est une commune française, située dans le département de la Mayenne en région Pays de la Loire, peuplée de 227 habitants.
La commune fait partie de la province historique du Maine, et se situe dans le Bas-Maine.

## Géographie

### Climat
Pour des articles plus généraux, voir Climat des Pays de la Loire et Climat de la Mayenne.
En 2010, le climat de la commune est de type climat océanique altéré, selon une étude du CNRS s'appuyant sur une série de données couvrant la période 1971-2000. En 2020, Météo-France publie une typologie des climats de la France métropolitaine dans laquelle la commune est exposée à un climat océanique et est dans la région climatique  Moyenne vallée de la Loire, caractérisée par une bonne insolation (1 850 h/an) et un été peu pluvieux. 
Pour la période 1971-2000, la température annuelle moyenne est de 10,3 °C, avec une amplitude thermique annuelle de 14,1 °C. Le cumul annuel moyen de précipitations est de 879 mm, avec 12,9 jours de précipitations en janvier et 7,2 jours en juillet. Pour la période 1991-2020, la température moyenne annuelle observée sur la station météorologique de Météo-France la plus proche, sur la commune d'Évron à 15 km à vol d'oiseau, est de 11,7 °C et le cumul annuel moyen de précipitations est de 804,1 mm,. Pour l'avenir, les paramètres climatiques de la commune estimés pour 2050 selon différents scénarios d'émission de gaz à effet de serre sont consultables sur un site dédié publié par Météo-France en novembre 2022.

## Urbanisme

### Typologie
Au 1er janvier 2024, Trans est catégorisée commune rurale à habitat très dispersé, selon la nouvelle grille communale de densité à sept niveaux définie par l'Insee en 2022.
Elle est située hors unité urbaine. Par ailleurs la commune fait partie de l'aire d'attraction d'Évron, dont elle est une commune de la couronne,. Cette aire, qui regroupe 18 communes, est catégorisée dans les aires de moins de 50 000 habitants,.

### Occupation des sols
L'occupation des sols de la commune, telle qu'elle ressort de la base de données européenne d’occupation biophysique des sols Corine Land Cover (CLC), est marquée par l'importance des territoires agricoles (100 % en 2018), une proportion identique à celle de 1990 (100 %). La répartition détaillée en 2018 est la suivante : 
terres arables (51 %), prairies (49 %). L'évolution de l’occupation des sols de la commune et de ses infrastructures peut être observée sur les différentes représentations cartographiques du territoire : la carte de Cassini (XVIIIe siècle), la carte d'état-major (1820-1866) et les cartes ou photos aériennes de l'IGN pour la période actuelle (1950 à aujourd'hui).

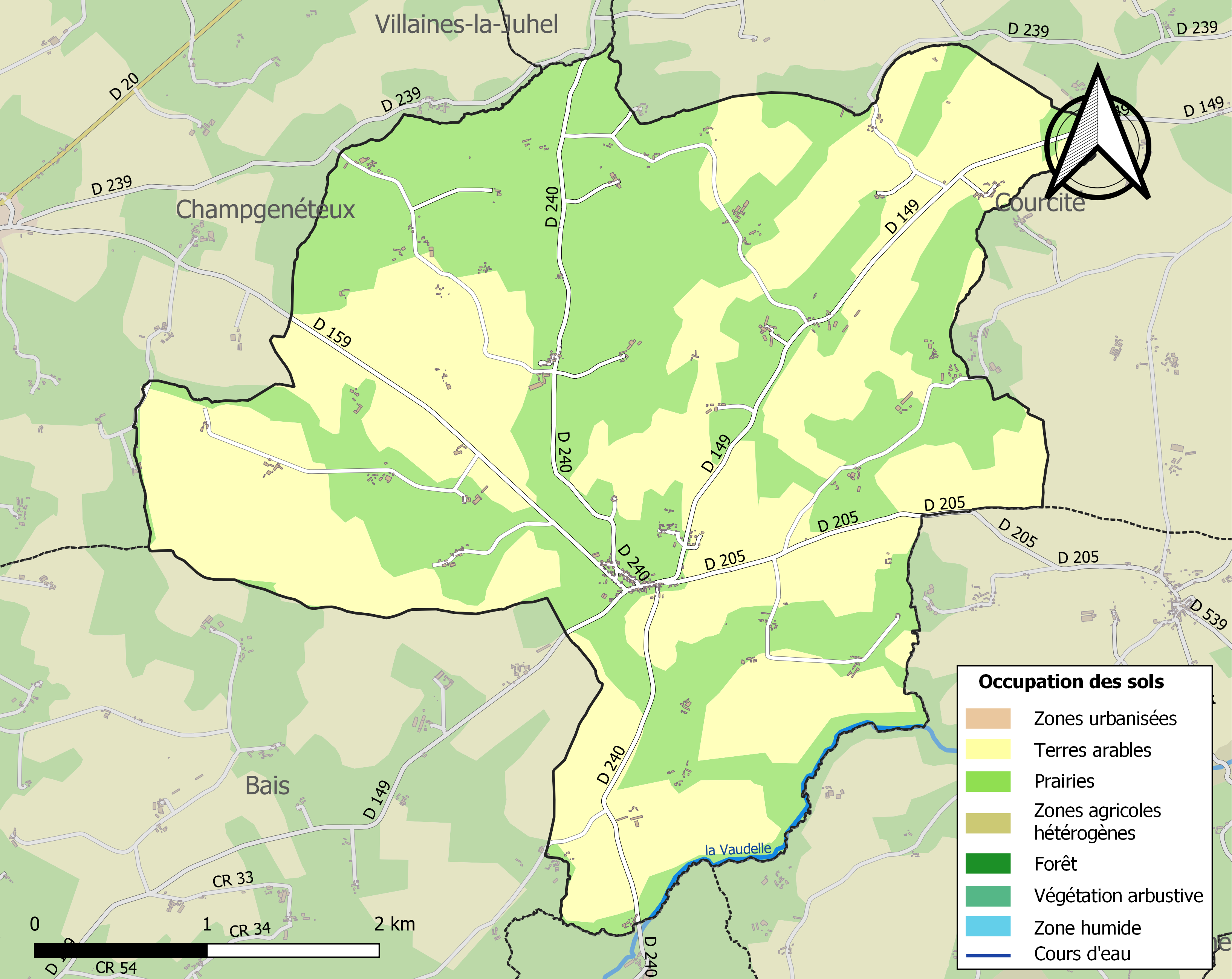
Carte des infrastructures et de l'occupation des sols de la commune en 2018 (CLC).

## Toponymie

### Mentions anciennes
La mention Medietas de Trende, 692; Tredentum, 832; Tridentem vocabulo, IXe s.; Treant, 989 ; Trantis, 1125 ; Trahayo XVe s.; Trantis, XVIe s. ; Trans XVIe s.

### Étymologie
La graphie moderne Trans semble être une réfection d'après le latin trans signifiant « au-delà de, par dela » Cette étymologie ne convient pas ici, puisque d'une part les formes anciennes sont du type Tre(n)d-/ Trid- et d'autre part, le latin trans a régulièrement abouti en français au préfixe tré- et à l'adverbe très et qui ne ferait de toute façon pas sens employé de manière autonome.
Il s'agit d'un nom de lieu probablement gaulois (celtique) dont l'identification exacte pose un certain nombre de difficultés.
Les mots gaulois tri « trois » suivi d'un élément *dant « sommet » ont été proposés, c'est-à-dire *tridant d'où le sens global de « trois sommets ». Cette explication repose les formes plus anciennes du type de Tredente en 692. Ces « sommets » sont plutôt de simples buttes. La même source suggère une autre explication par le gaulois tardif [?] treide « pied » attesté dans le glossaire de Vienne, correspondant du vieux breton treit « pieds » (breton troad « pied »). En tout cas, il est possible de reconnaître l'affixe -ent- répandu par ailleurs et que l'on identifie dans les Nogent (type Novientum) et Drevant (Derventum en 1217) dont le premier élément est gaulois. On note également l'analogie des formes Trento avec le nom de la ville de Trente à l'extrême nord de l'Italie, dont le nom italien est précisément Trento et qui est attesté à l'époque antique sous la forme latinisée Tridentum, ce qui renvoie directement à la forme Tredente de Trans en Mayenne.

## Histoire
À l'époque  gallo-romaine, il y avait une voie antique venant de Jublains, par Trans, à Saint-Thomas-de-Courceriers où elle suit la vallée de la Vaudelle. Il y a des vestiges gallo-romains au lieu-dit Saint-Martin (alias Vieil-Trans, 1638). Une villa et l'église de Trans ont été établies sur cette voie antique dès le VIe siècle. Dans la vie de saint Domnol (559-581), un personnage, noble et puissant, conseiller du roi, se serait emparé de Trans : villam Tridentem vocabulo, in condita Diablintica.
En avril 1434, deux paroissiens prennent des lettres de sauvegarde des Anglais pour aller à Laval et Château-Gontier.
En 1710, mort d'une centenaire, Marie Ivard, « mandianne ». En janvier 1781, cinq décès par contagion. Un docteur d'Angers, Bernard Charles Pavet établi à Sainte-Suzanne en 1775, vint, avec les chirurgiens Foubert et Longchamp soigner une épidémie qui sévit sur le pays de Trans, Izé, Saint-Martin-de-Connée, en 1777.
Pendant la Révolution, les suspects ont été désarmés, le 29 mai 1793. Trois familles vendéennes réfugiées sont fixées à Trans, avril 1794. Dans la nuit du 2 au 3 prairial an II (21 et 22 mai 1794) les insurgés voulurent enfoncer la porte de la maison de la Haie, dépendance du prieuré, et, le surlendemain, ils mirent à contribution le nommé Martin, acquéreur national des bien du prieuré. Deux cents Chouans occupèrent le bourg, le 10 septembre 1799.
Durant la guerre de 1870, une patrouille prussienne traversa le bourg dans la nuit du 24 au 25 janvier, venant de Saint-Pierre-sur-Erve qui provoqua la peur dans la population.

## Dialectologie
La commune est située traditionnellement dans la zone de diffusion du patois mayennais.
La monographie communale de Trans rédigée par l'instituteur, en 1899, nous donne quelques prononciations de mots et quelques définitions employées dans la conversation :
- On appuie beaucoup sur l'i. On dit : j'alli, je mangi, je monti, je couri, il mouri.
- "Puis sur an : y marchant, y chantant, ...
- sur e : du cafe, il a chante.

On emploie aussi beaucoup de mots comme : 
- du fei : du feu.
- ventiée ben : sans doute, peut-être.
- de l'iau : de l'eau.
- boëtons ou pelons : sabot d'hiver.
- la rasette : la petite coiffe.
- la soupe ébouet : la soupe bout.
- les rilles : grand repas de famille, à l'automne, où on tue le cochon (rilles = rillettes).

Superstition :
- entendre la ferzas : entendre l'effraie (chouette) est signe de mort.
- 13 à table : également signe de mort.

## Population et société

### Démographie
L'évolution du nombre d'habitants est connue à travers les recensements de la population effectués dans la commune depuis 1793. Pour les communes de moins de 10 000 habitants, une enquête de recensement portant sur toute la population est réalisée tous les cinq ans, les populations de référence des années intermédiaires étant quant à elles estimées par interpolation ou extrapolation. Pour la commune, le premier recensement exhaustif entrant dans le cadre du nouveau dispositif a été réalisé en 2004.
En 2022, la commune comptait 227 habitants, en évolution de −3,4 % par rapport à 2016 (Mayenne : −0,73 %, France hors Mayotte : +2,11 %).
| 1793 | 1800 | 1806 | 1821 | 1831 | 1836  | 1841  | 1846  | 1851 |
| ---- | ---- | ---- | ---- | ---- | ----- | ----- | ----- | ---- |
| 850  | 896  | 934  | 994  | 938  | 1 012 | 1 009 | 1 016 | 979  |

| 1856 | 1861 | 1866 | 1872 | 1876 | 1881 | 1886 | 1891 | 1896 |
| ---- | ---- | ---- | ---- | ---- | ---- | ---- | ---- | ---- |
| 959  | 935  | 945  | 923  | 929  | 926  | 909  | 864  | 775  |

| 1901 | 1906 | 1911 | 1921 | 1926 | 1931 | 1936 | 1946 | 1954 |
| ---- | ---- | ---- | ---- | ---- | ---- | ---- | ---- | ---- |
| 781  | 801  | 801  | 665  | 670  | 551  | 568  | 551  | 491  |

| 1962 | 1968 | 1975 | 1982 | 1990 | 1999 | 2004 | 2006 | 2009 |
| ---- | ---- | ---- | ---- | ---- | ---- | ---- | ---- | ---- |
| 422  | 352  | 318  | 307  | 273  | 238  | 247  | 244  | 233  |

| 2014 | 2019 | 2022 | - | - | - | - | - | - |
| ---- | ---- | ---- | - | - | - | - | - | - |
| 226  | 227  | 227  | - | - | - | - | - | - |

## Lieux et monuments
La chapelle Notre-Dame-de-la-Salette est située au milieu du cimetière. Ornée de fresques réalisées par un curé de Trans peu après sa construction (fin XIXe), celles-ci furent restaurées dans les années 1980-1990 par un artiste peintre roumain.

## Héraldique
| Blason de Trans | Blason  | D’azur, à trois enfants dans un baquet d’eau le tout d’or, chappé d’argent, à deux roses d’azur, en chef. |
| Blason de Trans | Détails | L’azur symbolise la présence de l’eau représentée par les ruisseaux de la Vaudelle et du Merdereau qui traversent le territoire communal. Cette couleur indique également que Trans se trouve dans l’ancienne province du Maine dont l’azur est la couleur principale. Le chappé représente par sa forme pointue le nom du village qui signifie bâti sur une hauteur. Les roses symbolisent la chapelle Notre-Dame de la Salette. Le baquet avec les trois enfants d’or est l’une des représentations de Nicolas, le saint patron de Trans, car il est le saint patron des enfants ; il est d’ailleurs le père Noël de l’Alsace et de la Lorraine. Les ornements sont deux gerbes de blé d’or, mises en sautoir par la pointe et liées d’azur afin d’honorer l’agriculture communale. Le listel d’argent porte le nom de la commune en caractères majuscules de sable. La couronne de tours dit que l’écu est celui d’une commune ; elle n’a rien à voir avec des fortifications. Le statut officiel du blason reste à déterminer. |